# Hans Conrad Hitz

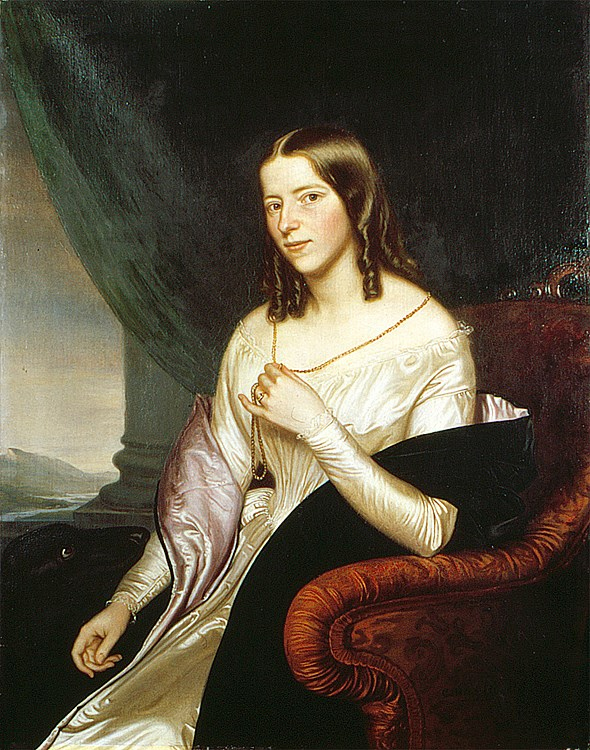
Bildnis Caroline Feer-Herzog

Hans Conrad Hitz (* 23. Dezember 1798 in Langnau am Albis; † 10. Juli 1866 in München) war ein Schweizer Porträtmaler, in München und der Deutschschweiz tätig.

## Biografie
Hans Conrad Hitz, geboren als Sohn eines Dorfschullehrers, erhielt er den ersten Zeichenunterricht bei seinem Vater. Von 1810 bis 1826 arbeitete er als Tellermaler in der Fayencefabrik in Kilchberg am Zürichsee. Daneben wurde er in Zürich Schüler von Heinrich Pfenninger und ab 1826 von Daniel Albert Freudweiler. Er wurde als Aquarellporträtist tätig.
Hitz studierte ab dem 3. November 1827 Porträtmalerei an der Königlichen Akademie der Künste in München und malte weiterhin Porträts. Nach dem Studium kam er ins Atelier des Hofmalers Joseph Karl Stieler, wo er ihm bei der Ausführung von Porträts half. Dort begann er in Öl zu malen.
Nach seiner Rückkehr in die Schweiz heiratete Hitz 1833 Luise Hanhart, die gemeinsame Tochter Sophie Luise wurde 1835 geboren. Von 1846 bis 1848 wohnte er in Aarau. Hitz porträtierte in Zürich den zukünftigen Schweizer Bundespräsidenten Jonas Furrer. In München porträtierte er den Leiter der Kunstakademie, Peter von Cornelius, und den Schriftsteller und Kunstkritiker Gottfried Keller, der nach dem Tod des Künstlers einen Nachruf in der Neuen Zürcher Zeitung veröffentlichte.
Hitz war mit den Nazarenern Peter von Cornelius und Heinrich Maria von Hess befreundet. Er galt als Maler des aufsteigenden Bürgertums: der Industriellen, Kaufleute und ihrer Familien. Die Werke Hans Conrad Hitz’ befinden sich in den Sammlungen folgender Museen: Aargauer Kunsthaus, Bayerisches Nationalmuseum, Thurn und Taxis-Museum, Kunstmuseum St. Gallen, Kunstmuseum Winterthur, Kunsthaus Zürich, Schweizerisches Nationalmuseum und Landesmuseum Zürich.